# Национальный союз турецких студентов
Национальный союз турецких студентов (тур. Millî Türk Talebe Birliği) — национально-исламистская организация Турции. Несколько раз открывалась и закрывалась. С 1946 года по 1960-е имела турецкую националистическую идеологию, в 1960-е — смесь исламизма и турецкого национализма, после этого стала полностью исламистской до своего закрытия в 1980 году. Первая организация с таким названием была создана в 1916 году и закрыта 22 ноября 1936 года. В 1946 году была открыта заново Рехой Кёсеоглу, Тахсином Атаканом и Рехаи Исламом. Штаб-квартира организации находилась в Стамбуле. После государственного переворота 1980 года была закрыта.

## История
Была создана 14 декабря 1916 года, её идеологией была смесь турецкого национализма, секуляризма, пантюркизма и туранизма. К 1960-м годам идеология союза сдвинулась в сторону турецко-исламского синтеза, значительная часть стали исламистами, полностью отказавшись от национализма.
Впервые Союз стал широко известен в 1924 году, когда от его имени студенты университетов раздавали скидки на автобусные билеты. 27 апреля 1927 года получила легальный статус. В 1931-33 годах Союз возглавлял Тевфик Илери. При нём символом союза стал серый волк. В 1933 году Союз участвовал в акциях протеста против уничтожения турецкого кладбища в Разграде. Вплоть до своего закрытия в 1936 году Союз тесно взаимодействовал с организацией «Турецкие очаги». Союз проводил акции в поддержку возвращения Хатая, кампании «Гражданин, говори по-турецки!», а также в память о «мучениках Чанаккале». Поскольку акции проводились без получения разрешения, 22 ноября 1936 года Союз был закрыт.
5 февраля 1946 года группой энтузиастов Союзе был возрождён. Сначала он носил название «Союз студентов», в 1947 году сменил его на историческое. Деятельность Союза носила националистический характер, также они инициировали антикоммунистические кампании.
В 1960-х идеология Союза всё больше сдвигалась в сторону исламизма и стала одной из основных организаций для исламистов и консерваторов, оппонировавших кемалистам. Со временем Союз фактически оказался разделён на исламистов, придерживавшихся идеологии «Милли Гёрюш» и сторонников турецко-исламского синтеза, идеологией последних являлся идеализм. В 1969 году на выборах председателя Союза партия националистического движения выдвинула кандидатом своего представителя Мустафу Ока, чтобы сдвинуть баланс сил в Союзе в пользу национализма. 3 мая 1969 года на конгрессе Союза в Кайсери между исламистами и идеалистами произошли столкновения, в ходе которых пострадали более 20 человек. Во время драки одна часть присутствующих скандировала «исламская Турция», другая — «националистическая Турция». По итогу выборов Союз возглавил исламист Бурханеттин Кайхан, что ещё больше усилило сдвиг Союза в сторону исламизма. Исламисты критиковали концепцию турецко-исламского синтеза как извращающую ислам, поскольку она создана людьми.
Окончательно исламисты победили в Союзе в 1975 году, после того, как очередные выборы председателя Союза выиграл исламист. После этого эмблема Союза, которой на тот момент являлся серый волк, находящийся внутри полумесяца, была изменена сначала на Коран, находящийся внутри полумесяца, а затем полумесяц.
После государственного переворота 1980 года Союз был закрыт правительством.